# Postposició
Una postposició és una partícula que s'afegeix darrere una paraula i que funciona de manera anàloga a una preposició, que es col·loca al davant. No es tracta d'un morfema flexiu o derivatiu, sinó d'un mot independent, malgrat es pugui escriure sense separació respecte a la paraula que acompanya.
Les postposicions apareixen en nombroses llengües com l'hongarès, el xinès o el guaraní i en queden vestigis en altres idiomes com l'anglès (el cas del genitiu saxó) o l'espanyol (a determinats pronoms com "contigo").